# 5069 Tokeidai
5069 Tokeidai este un asteroid din centura principală de asteroizi.

## Descriere
5069 Tokeidai este un asteroid din centura principală de asteroizi. A fost descoperit pe 16 august 1991 la Sapporo de Kazuro Watanabe. El prezintă o orbită caracterizată de o semiaxă mare de 2,25 ua, o excentricitate de 0,13 și o înclinație de 5,0° în raport cu ecliptica.